# Actia russula
Actia russula là một loài ruồi trong họ Tachinidae.